# Rea, Pavia
Rea là một đô thị ở tỉnh Pavia trong vùng Lombardia của Ý, có cự ly khoảng 40 km về phía nam của Milan và khoảng 7 km về phía nam của Pavia. Tại thời điểm ngày 31 tháng 12 năm 2004, đô thị này có dân số 462 người và diện tích là 3 km².
Rea giáp các đô thị sau: Bressana Bottarone, Cava Manara, Travacò Siccomario, Verrua Po.